# Эйханте
Эйханте — село в Джейрахском районе Ингушетии. Входит в сельское поселение Гули.

## География
Расположено на юге республики Ингушетия, к югу от реки Тхабахро  в 17 километрах на восток (по прямой) от Гули, административного центра поселения. Ближайшие населенные пункты: Гянт, Пялинг.

### Часовой пояс
Село Эйханте, как и вся Республика Ингушетия, находится в часовой зоне МСК (московское время). Смещение применяемого времени относительно UTC составляет +3:00.

## Население
| 2010 |
| ---- |
| 0    |

## Инфраструктура
Отсутствует.

## Достопримечательности
Башни двух соперниц.